# الطريق الوطنية رقم 13 (المغرب)
الطريق الوطنية رقم 13 هي طريق وطنية تربط بين شفشاون والرشيدية، ويبلغ طولها الإجمالي 508 كلم.

## الطرق السريعة
تتوفر الطريق الوطنية رقم 13 على طريق سريع (2×2) بطول 28 كلم يربط بين الحاجب - بوفكران - مكناس.
كما يوجد مشروع لإنشاء طريق سريع بين الحاجب والرشيدية والريصاني وهو حالياً في مرحلة الدراسات التقنية.